# Theo Gießelmann
Theo Gießelmann (* 6. Oktober 1925; † 22. Juni 1991 in Weinheim) war ein deutscher Verwaltungsjurist und Kommunalpolitiker.
Gießelmann war erster Landesbeamter beim Landratsamt Tauberbischofsheim und Bürgermeister von Lauda. Nach dem Unfalltod von Rolf Engelbrecht wurde der parteilose Gießelmann mit Unterstützung der CDU und der PWV („Parteilose Wähler-Vereinigung“) 1965 zum Oberbürgermeister von Weinheim gewählt. Er blieb bis 1986 im Amt. Im selben Jahr wurde er mit dem  Verdienstkreuz 1. Klasse der Bundesrepublik Deutschland ausgezeichnet und zum Ehrenbürger von Weinheim ernannt. Er erhielt außerdem die Hermann-Heimerich-Plakette, die höchste Auszeichnung des Verbandes Region Rhein-Neckar.